# Tobiasz Puciata
Tobiasz Puciata herbu Kołodyn – chorąży brasławski w latach 1652-1658, stolnik brasławski w latach 1646-1652.
Był wyznawcą kalwinizmu.
W 1648 roku był elektorem Jana II Kazimierza Wazy z województwa wileńskiego.